# 齋藤桃子
齋藤桃子（1982年6月30日—），日本女性配音員，出身於兵库县寶塚市。目前沒有隸屬的事務所。

## 演出作品

### 電視動畫
2005年
- 出雲戰記（白虎）
- 曙光少女（索露蒂·雷邦特）

2006年
- 我的裘可妹妹（裘可）
- 備長炭（蘆薈）
- 鍊金三級魔法少女（悠瑪）

2007年
- 偶像大師 XENOGLOSSIA（雙海真美、小孩子）
- 現視研2（麻田）
- Sketch book～素描簿～（空閑木陰、小P、友人A、棒球部員、銀行行員）
- 造夢同人誌（露理）
- Master of Epic The Animation Age（ワラゲッチャー・グリーン）

2008年
- 狂亂家族日記（敖德薩‧艾）
- 戀姬†無雙（悪ガキ）

2009年
- 犬夜叉 完結篇（芯太）
- 海物語（女子）
- Keroro軍曹（スタン）
- 咲-Saki-（東橫桃子）
- 海豹寶寶（チェリーちゃん）
- 穿越宇宙的少女（獅子堂櫻）

2010年
- 聖誕之吻（幼少時代的純一）
- 無法掙脫的背叛（人形F）
- 科學超電磁砲（少女）
- 超元氣3姊妹（栗山爱子、乳頭）
- 迷糊餐廳（小鳥遊薺）

2011年
- 偶像大師（小燕）
- A頻道（美步）
- 黃金腦～神之謎 第二期（梅蘭格麗）
- 超元氣3姊妹 增量中!（栗山爱子、乳頭、老師）
- 最後流亡-銀翼的飛夢-（海尼〈6歲〉）
- 迷糊餐廳 第二期（小鳥遊薺）

2012年
- 聖誕之吻（小學生的純一）
- 咲-Saki- 阿知賀篇 episode of side-A（東橫桃子）
- 境界線上的地平線 第二期（湯瑪士·莎士比亞）
- 黃金腦～神之謎 第二期（梅蘭格麗）

2014年
- 咲-Saki- 全國篇（東橫桃子）

2015年
- 迷糊餐廳 第三期（小鳥遊薺）
- 阿松（旗坊、幸子）[1]

2016年
- 石膏男團（小孩）
- 風之又三郎（螾）
- 少年女僕（日野慎司）
- 在下坂本，有何貴幹？（女學生）
- WWW.WORKING!!（東田咲子、浣熊）
- 阿松（第2期）（旗坊、電話聲）

2018年
- 深夜！天才妙老爹（日语：深夜！天才バカボン）（情侶的女性）

2020年
- 阿松（第3期）（旗坊）

2025年
- 阿松（第4期）（旗坊[2]）

### OVA
2008年
- 星之海的愛瑪麗（ペリエ・ラ・メール）

2009年
- 異世界聖機師物語（マリア・ナナダン）

2012年
- A頻道 +smile（美步）

2017年
- A頻道 +smile（美步）

### 劇場版動畫
2019年
- 阿松 劇場版（旗坊）

2022年
- 阿松～希皮波族與閃耀果實～（旗坊）

2023年
- 阿松～靈魂的章魚燒派對與傳說的夜宿活動～（旗坊）

### 遊戲
2006年
- Separate Hearts（雙葉碧）

2012年
- 女友伴身邊（正岡真衣）

2018年
- 閃耀幻想曲（野山美步）

### CD

#### 廣播CD
- Solty Reidio COURL_1 
- Solty Reidio COURL_2 
- Solty Reidio COURL_3 

## 外部連結
- 斎藤桃子 オフィシャルブログ 「ももブロ！。」 Powered by Ameba （页面存档备份，存于），網誌。（日語）
- ももブロ！。 （页面存档备份，存于），舊的網誌。（日語）

1. ↑  . 電視動畫「阿松」官方網站.   [2015-10-06]. （原始内容存档于2015-10-09）.
2. ↑  . Comic Natalie. 2025-05-19  [2025-05-19] （日语）.